# Pługopiaskarka

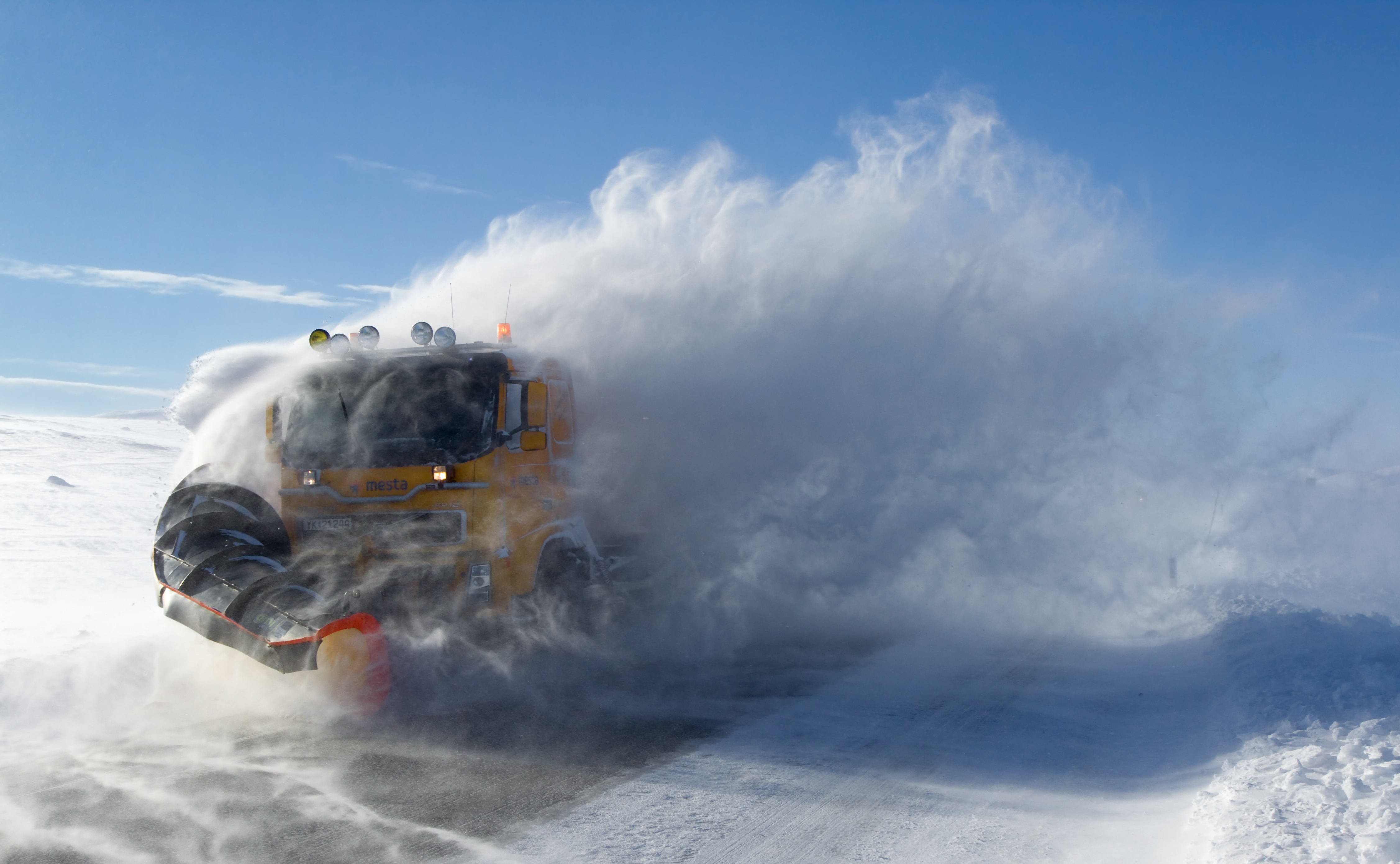
Pługopiaskarka pracująca przy silnym wietrze w norweskim Saltfjell

Pługopiaskarka – samochód specjalny zbudowany na podwoziu samochodu ciężarowego lub innym i wyposażony w urządzenia przeznaczone do zimowego utrzymania dróg i ulic, (likwidacja gołoledzi, zalegającego lodu, zbitego lub kopnego śniegu). Urządzeniami tymi są:
- pług śnieżny
- pojemnik na mieszankę rozpuszczającą lód bądź też neutralizującą jego właściwości poślizgowe (20–25% piasku i 75%–80% soli NaCl).
- rozsypywarka rozrzucająca tę mieszankę.

Pług spełnia swoje zadanie w wypadku większych opadów śniegu. Nie jest zamocowany równolegle do osi pojazdu, lecz pod kątem ostrym tak, by zalegający śnieg był odgarniany na prawe pobocze jezdni. Jest też wysunięty kilkadziesiąt centymetrów w kierunku przeciwległego pasa jezdni. Pług nie może bezpośrednio przylegać do jezdni, gdyż doprowadziło by to do utraty stabilności pojazdu. Pomiędzy jezdnią a pługiem funkcjonuje jeszcze elastyczne zakończenie, które jednak nie jest w stanie całkowicie odprowadzić na pobocze zalegającego śniegu. Pozostała warstwa śniegu jest częściowo rozpuszczana przez rozsypywaną mieszankę (powstałe błoto pośniegowe). W wypadku gołoledzi pług nie jest wykorzystywany, natomiast istotną rolę spełnia rozsypywarka (swym zasięgiem obejmuje nie tylko prawy, ale też lewy pas jezdni).
Pługopiaskarka musi być wyposażona w sygnał ostrzegawczy (świetlny, błyskowy, żółty). Pojazd wykorzystywany jako pługopiaskarka musi spełniać ściśle określone kryteria (moc minimum 105 KM, napęd na co najmniej dwie osie, zdolność do pracy na niskich przełożeniach przy pełnym obciążeniu silnika, odpowiednie wzmocnienia itp.).